# Elgi
Elgi (russisk: Эльги, tr. Elgi; jakutisk: Эльгэ, tr. Elge) er en flod i Republikken Sakha i Rusland, en venstre biflod til Indigirka. Den dannes ved sammenløbet af floderne Degdega og Kao. Elgi er 394 km lang. Afvandingsområdet er 68.200 km². Floden fryser til i oktober og er islagt til i maj/juni.